# کریستوفر تین
کریستوفر تین (انگلیسی: Christopher Tin؛ زادهٔ ۱۹۷۶) یک آهنگساز اهل ایالات متحده آمریکا است.